# Pražské cyklozvonění

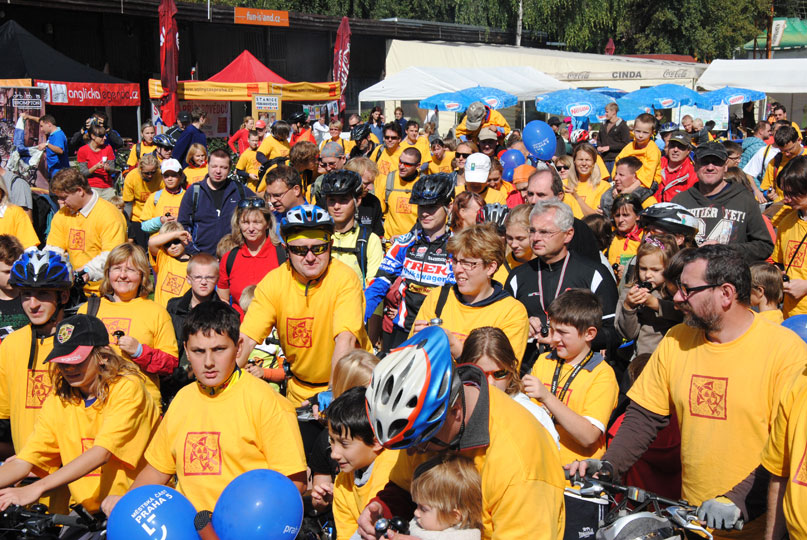
Pražské cyklozvonění 2010 - překonání rekordu ve zvonění na Císařské louce

Pražské cyklozvonění je akce, kterou společně pořádá již deset pražských městských částí a Nadace Partnerství jako součást oficiálního programu Evropského týdne mobility v Praze. V roce 2012 proběhne již šestý ročník. Akce představuje obyvatelům hlavního města cyklotrasy a chráněné cesty pro každodenní dojíždění na kole i na výlet. Pražské cyklozvonění pořádají společně městské části Praha 4, 5, 11, 12, 13, Libuš, Slivenec, Řeporyje, Velká Chuchle a Újezd ve spolupráci s Nadací Partnerství a s hlavním městem Praha.

## Program

### Trasy

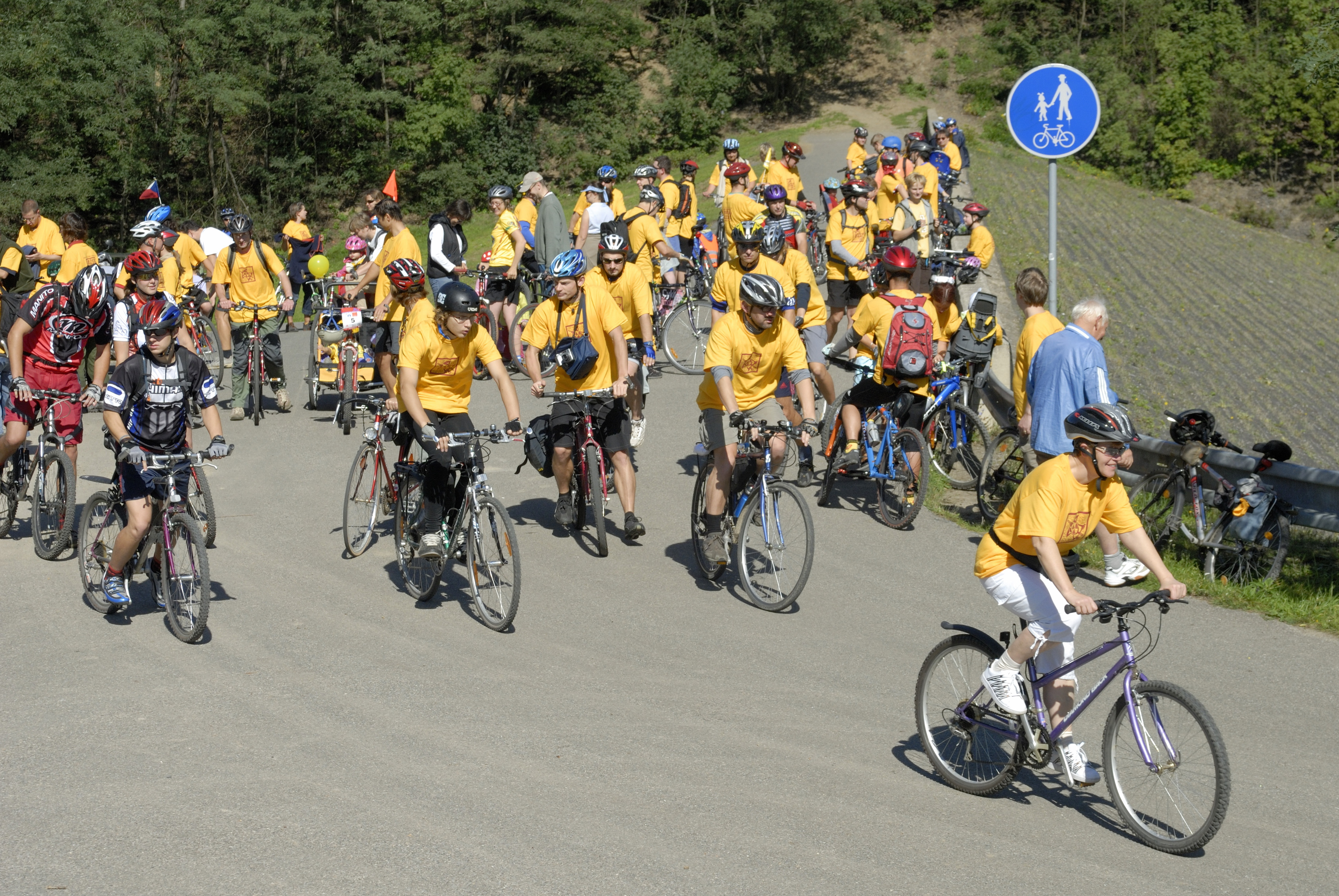
Pražské cyklozvonění 2007 - průjezd Modřanskou roklí

„Žluté“ pelotony s průvodci startují z jednotlivých pořadatelských městských částí do cíle, který je na území hlavního organizátora příslušného ročníku. Během jízdy se jednotlivé pelotony spojují, aby do cíle dorazily společně a tím symbolizovaly spolupráci mezi městskými částmi. Trasy jsou vedeny tak, aby byly účastníkům představeny cyklotrasy a cyklostezky na území pořádatelských MČ. Hlavní páteřní cyklotrasu tvoří Greenway Praha - Vídeň, která začíná v Centrálním parku na Praze 13 a přes řeku Vltavu pokračuje na Prahu 11 k jižnímu okraji města. V cíli bývá připraven zábavný a osvětový program.

### Hlavní organizátoři
| 1. ročník | Praha 12 | 16. 9. 2007 | Vodní nádrž Borový          |
| 2. ročník | Praha 11 | 21. 9. 2008 | Centrální park Prahy 11     |
| 3. ročník | Praha 13 | 13. 9. 2009 | Centrální park Prahy 13     |
| 4. ročník | Praha 5  | 19. 9. 2010 | Císařská louka              |
| 5. ročník | Praha 4  | 17. 9. 2011 | A-park v Braníku            |
| 6. ročník | Praha 12 | 15. 9. 2012 | Oddechová louka U Soutoku   |
| 7. ročník | Praha 11 | 14. 9. 2013 | Park u stanice metra Opatov |
| 8. ročník | Praha 13 | 13. 9. 2014 | Centrální park Prahy 13     |
| 9. ročník | Praha 5  | září 2015   | Praha 5                     |